# تل موسی
تل موسی مربوط به دوران‌های تاریخی پس از اسلام است و در شهرستان لامرد، بخش علامرودشت، روستای شاوران واقع شده و این اثر در تاریخ ۲۴ تیر ۱۳۸۲ با شمارهٔ ثبت ۹۲۲۱ به‌عنوان یکی از آثار ملی ایران به ثبت رسیده است.